# Apeadero de Suzão
El Apeadero de Suzão es un apeadero situado en el PK 5,9 de la Línea del Duero, localizada dentro del municipio de Valongo, en el Distrito de Porto, Região Norte; dentro de la subregión de Grande Porto.
En la actualidad cuenta con servicios urbanos, regionales e interregionales dentro de la línea del Duero.
- Datos: Q8202408
- Multimedia: Suzão Halt / Q8202408